# شهرکهنه (قوچان)
شهرکهنه یا قوچان عتیق شهری از توابع شهرستان قوچان در استان خراسان رضوی ایران است.

## جمعیت
این شهر در بخش قوچان عتیق قرار داشته و براساس سرشماری سال ۱۳۸۵جمعیت آن ۳٬۶۸۳ نفر (۹۳۰ خانوار) بوده‌است.